# Parestezja
Parestezja (paraesthesia), inaczej czucie opaczne – przykre wrażenie, najczęściej mrowienie, drętwienie lub zmiany temperatury skóry (uczucie silnego gorąca lub zimna) bądź też „przebiegnięcia prądu”.
Parestezje występują najczęściej w przypadku uszkodzeń nerwów obwodowych, mogą jednak być objawem uszkodzenia centralnego układu nerwowego.
Często parestezje dotyczące jednej lub więcej kończyn, tułowia, a także głowy (twarzy) występują np. w stwardnieniu rozsianym (sclerosis multiplex).
Innymi częstymi przyczynami parestezji są zaburzenia psychiczne, a szczególnie nerwice lękowe i wegetatywne, objawy często są mylone ze stwardnieniem rozsianym i innymi schorzeniami ośrodka nerwowego. Ilościowo podłoże psychiczne jest znacznie częstsze niż choroby somatyczne.
Parestezje wokół miejsca wtargnięcia drobnoustrojów chorobotwórczych mogą występować w chorobach zakaźnych: tężcu i wściekliźnie.
Parestezje mogą występować również po zażyciu niektórych leków. Mogą też być jednym z objawów hipokalcemii oraz hiperkaliemii. 

Przeczytaj ostrzeżenie dotyczące informacji medycznych i pokrewnych zamieszczonych w Wikipedii.